# Humaitá (Rio de Janeiro)
Humaitá ist ein Stadtteil (bairro) von Rio de Janeiro. Er befindet sich im Süden der Stadt und liegt zwischen den Stadtteilen Botafogo und Jardim Botânico.
Auf einer Fläche von 105,45 Hektar lebten hier mit Stand 2010 13.285 Einwohner. 
Der Name leitet sich von der im Bairro verlaufenden Straße Rua Humaitá ab, deren Name an eine Heldentat der Flusskriegsführung in der Schlacht bei dem Fort Humaitá im Tripel-Allianz-Krieg erinnert. Als eigenes Stadtviertel existiert Humaitá seit dem 23. Juli 1981.